# Vanessa Marques
Vanessa Marques (Lyon, França,  12 de abril de 1996) é uma futebolista portuguesa que atua como média. Atualmente, joga pelo Racing Power FC e pela Seleção Portuguesa.
Fez a sua primeira internacionalização em 2012, fazendo atualmente (2019) parte da Seleção Portuguesa de Futebol Feminino.
Na temporada 2018/2019 pelo SC Braga, conquistou o Campeonato Nacional Feminino (Liga BPI) e a Supertaça de Portugal. Foi considerada a Melhor Jogadora da Liga, bem como conquistou o prémio de Melhor Marcadora do Campeonato, com 30 golos.